# Partido Progresista de Baja California
Partido Progresista de Baja California fue un partido político estatal con sede en el estado de Baja California. Su posición era de izquierda Política. Participó en las elecciones estatales de Baja California de 1995, contendiendo en todas las candidaturas excepto la de gobernador, donde no presentó candidato.

## Historia
Su paso por la  política en Baja California fue breve, teniendo su registro para las elecciones de 1995, las segundas después de la victoria de Ernesto Ruffo Appel y por lo tanto del Partido Acción Nacional en una gubernatura durante el priáto. No presentó candidato a gobernador y sus número de votos fueron de un porcentaje que no alcanzaba el mínimo para su registro como partido, disolviéndose así ese año tras las elecciones. Los candidatos a las alcaldías fueron en Ensenada, Arturo Antonio Sández Parma; Vainney Millán Sarabia para el municipio de Mexicali; y en Tecate, Luis Mario Villegas Campos.
Recuperó su registro de manera condicionada en la siguiente elección, sin embargo obtuvieron los mismos resultados y el partido fue disuelto de manera definitiva.

## Resultados electorales

#### Gobernador
| Año  | Resultado | Candidato   | Votación | %    | Lugar | Comentario |
| ---- | --------- | ----------- | -------- | ---- | ----- | ---------- |
| 1995 | Pierde    | No presentó | 45       | .001 | 8.º   |            |